# Ratchet & Clank
Ratchet & Clank ist eine Videospiel-Serie aus dem Hause Insomniac Games, die ausschließlich für Sonys PlayStation-Familie entwickelt wurde. Das Spielprinzip der meisten Teile der Serie lässt sich einordnen zwischen den Genres dreidimensionales Jump ’n’ Run und Action-Adventure, hierin spezieller als Third-Person-Shooter.

## Spiele der Serie

### Ratchet & Clank
Ratchet arbeitet gerade vor seinem Haus an einem selbst gebauten Raumschiff, als er eine abstürzende Raumkapsel bemerkt. In dieser sitzt ein kleiner Roboter namens Clank. Er entkam soeben aus einer Roboterfabrik eines nahen Planeten und ist ein Informations-Roboter. In seinem Besitz befindet sich eine Nachricht der Blarg, einer fremden Lebensform. Aus ihr ist ersichtlich, dass der Planet der Blarg durch extreme Umweltverschmutzung und Überbevölkerung völlig unbewohnbar wurde und sie nun einen neuen Planeten brauchen.
Aus diesem Grund haben die Blarg-Wissenschaftler einen gigantischen Greifer entwickelt, mit dem sie aus „gesunden“ Planeten einige große Stücke herausreißen und diese in einem neuen Planeten vereinigen. Dabei kümmert es sie jedoch nicht, dass die Planeten bei dieser Prozedur zerstört werden.
Clank bittet Ratchet um seine Mithilfe, um das Vorhaben des Vorsitzenden der Blarg, Drek, zu stoppen.

### Ratchet & Clank 2
Ratchet und Clank werden überraschend in die Bogon-Galaxie teleportiert, obwohl sie gerade als Gäste in einer Fernsehshow sind. Dort hat eine Firma namens Megacorp den wichtigen Großhändler Gadgetron verdrängt. Deren Vorsitzender Abercrombie Fizzwidget beauftragt Ratchet und Clank ein gestohlenes Experiment wiederzubeschaffen.
Zwischendurch erfahren sie zudem, dass der beliebte Held Qwark verschwunden ist.
Den Dieb kriegen sie bald zu fassen und das Experiment – ein kleines blaues Fellknäuel mit Füßen, Augen und Mund – wird wieder zu Fizzwidget gebracht. Der zerstört jedoch versehentlich Ratchets Raumschiff beim Einparken und betätigt dann in seinem Raumschiff, angeblich versehentlich, den Schleudersitz und wirft das Duo auf einer verlassenen Mine des Wüstenplaneten Tabora ab.
Unterdessen kommt das Experiment unter dem Namen „Proto-Pet“ (englisch pet = „Haustier“) auf den Markt. Was Ratchet und Clank schon vorher in einem Video von Megacorp erfuhren, bewahrheitet sich, nämlich, dass das Proto-Pet äußerst gewalttätig und blutrünstig ist. Es beginnt durch seine extreme Brutgeschwindigkeit zu einer gefährlichen Plage zu werden.
In der Megacorp-Fabrik auf Yeedil kommt es zum Showdown zwischen Ratchet, Clank, Angela und Mr. Fizzwidget. Dieser entpuppt sich als der vermisste Held Qwark, der die Proto-Pets entwarf, um die Galaxie ins Chaos zu stürzen, anschließend die Plage zu beseitigen und ein Comeback als Superheld starten zu können. Ratchet und Clank verhindern diese Plage und werden in der gesamten fiktiven Galaxie bekannt.

### Ratchet & Clank 3
Clank profitiert in diesem Teil von der errungenen Bekanntheit aus Teil 2. In seiner Fernsehserie „Geheimagent Clank“ spielt er einen James-Bond-Verschnitt, während Ratchet nur die Rolle des Chauffeurs übernimmt. Ratchet ist darüber nicht erfreut, da er die ganze Arbeit gemacht hat, während Clank immer nur als eine Art Rucksack diente, denn im Kampf hängt Clank an Ratchets Rücken, Arme, Beine und Kopf wie eine Schildkröte halb eingezogen, mit der einzigen Aufgabe, Waffen und Geräte aufzubewahren und Ratchet mit einigen Propellern das Gleiten zu ermöglichen.
Auf einmal trifft ein Hilferuf von dem Planeten Veldin, Ratchets Heimat, ein. Veldin wird von kleinen bis mittelgroßen, beleibten Aliens namens Tyhrranoiden angegriffen. Ratchet und Clank fliegen umgehend dorthin und werden von dem galaktischen Schutztrupp, Verteidigungsrobotern aus der Solana-Galaxie, empfangen. Sie hat nicht mehr viele Einheiten und so wird Ratchet zum Sergeant eines kleinen Trupps.
Ratchet und Clank erhalten nach Zurückschlagung der Tyhrranoiden den Auftrag, im Dschungel des Planeten Florana nach einem mystischen Waldmensch zu suchen. Dieser entpuppt sich als der (aus dem letzten Teil) bekannte Weltraumheld Qwark.
Qwark wird prompt als Hauptkommandant eingesetzt und holt sich alte Freunde als Verbündete: seine adipöse Robo-Fitnesstrainerin Helga, außerdem Al, das Technikgenie, sowie Skidd McMarx, ein berühmter Hoverboardfahrer. Alle zusammen kooperieren auf der „Phönix“, einem Raumschiff unter der Leitung von Sascha, in die Ratchet offensichtlich verliebt ist. Das Raumschiff wird am Ende von Teil 3 Ratchet überlassen. Am Anfang des 4. Teils wird dieser Vorgang wiederholt gezeigt.
Mit der Vernichtung der Tyhrranoiden wird klar, wer der Gegner ist: Dr. Nefarious, ein wahnsinniger, unglaublich kluger Roboter, der fast allen Robotern und Tyhrranoiden eingeredet hat, dass biologische Lebensformen nicht lebenswert seien und vernichtet werden müssten. 
Ratchet und Clank glauben, in der Popsängerin Courtney Gears (in Anlehnung an Britney Spears) eine Verbündete gefunden zu haben, bis sie sich als eine ihrer mächtigsten Feinde entpuppt. Captain Qwark gründet das Q-Team, dem Skid McMarx, Helga, Al und Qwarks Affe Scrunch angehörig sind. Zwischenzeitlich gilt Qwark als tot, obwohl er sich nur in sein Geheimversteck zurückziehen wollte, weil die Chancen 1:63000000 gegen das Q-Team standen. Auf einem der letzten Planeten finden Ratchet und Clank ihn wieder. Nachdem Dr. Nefarious besiegt wurde, gilt es, in einem letzten Kampf gegen den Biobliterator, der sich inzwischen in einen riesigen Roboter verwandelt hat, zu kämpfen. Bei diesem Kampf kehrt Qwark zurück und hilft Ratchet und Clank im Kampf. Dies scheint aber nur ein Symbol seiner Wiederkunft sein, da er dem Biobliterator keinen Schaden zufügt. Nachdem sie ihn besiegt haben, teleportieren sich Dr. Nefarious und sein Butler Lawrence versehentlich auf einem Meteoriten, während alle anderen Charaktere aus der Ratchet and Clank Serie sich den neuen Agent Clank Film ansehen. Dr. Nefarious taucht auch als Bösewicht in „Ratchet and Clank: A Crack in Time“ wieder auf.
Außerdem kann man im gesamten Spiel Qwark Videospiele sammeln und auf der Phönix mit der Spielekonsole VG9000 spielen. In den Spielen erfährt man wie Qwark Dr. Nefarious besiegt hat und dass er ein Geheimversteck hat, wo Ratchet und Clank ihn schließlich auch finden.
Die Spiele sind in 2D und es gibt 5 davon.

### Ratchet: Gladiator
Ratchet: Gladiator ist eine sehr stark abgewandelte Version von Ratchet & Clank, weshalb wohl die übliche Nummerierung ausgesetzt wurde. Ein Grund ist, dass Ratchets kleiner Roboterfreund Clank nicht mehr aktiv am Geschehen beteiligt ist, sondern über Funk Ratchet in allen Situationen unterstützt. Aber im kooperativen Modus kann Spieler 2 Alpha Clank spielen, einen von Dreadzone gebauten Roboter, um Ratchet bei seinen Aufgaben zu unterstützen.
Eine weitere Änderung ist, dass beide Spieler ihre Charaktere wechseln können, wenn sie wollen.
Ratchet, Clank und „Big Al“ werden in diesem Teil von Gleeman Vox, Medienmogul und Leiter von Pox Industries, entführt, um an einer illegalen, intergalaktischen Kampfsendung namens „Dreadzone“ teilzunehmen. In diesem Teil wurden die aus Teil 3 sehr beliebten Arena-Kämpfe zu einem wesentlichen Bestandteil des Spieles erweitert. Während Clank als Operator und Al als Waffentechniker (für die Roboter, welche einem im Spiel helfen) in einer Art Hauptquartier sitzen, muss sich Ratchet durch eine Vielzahl von Arenen kämpfen, um am Ende gegen Vox' „Exterminator Champion“, Ace Hardlight, anzutreten und sich die Freiheit zu erkämpfen.
Dallas und Juanita, die zwei Moderatoren von Dreadzone, kommentieren im Hintergrund das Geschehen. Die humorvollen, aber manchmal nicht ganz so freundlichen Kommentare wiederholen sich allerdings nach kurzer Zeit. Auch vermisst man in diesem Teil Captain Qwark, der sich erst nach dem Endkampf mit einem Funkspruch meldet. Nach den Credits kommt auch nochmal eine kurze Szene mit Dr. Nefarious und seinem Butler Lawrence, die auf dem Meteoriten an den Trümmern der Dreadzone-Basis vorbeikommen und vorhatten, sich auf diese zu teleportieren, aber da dies nicht geklappt hat, wird Dr. Nefarious wieder sauer und die bekannte Liebesszene wird abgespielt.
Erneut wurde die mögliche Anzahl an Nanotechs und Waffenlevel erhöht. Die Waffen steigen jetzt bis Stufe 10 auf. Wenn man einen Stufe-11-Zusatz kauft, kann man die Prozedur bis Level 99 fortsetzen. Die Grenze für Nanotech beträgt 999.

### Ratchet & Clank: Size Matters
Nach einer schweren Zeit bei Dreadzone wollen sich Ratchet und Clank ein bisschen im Seebad auf Pokitaru erholen. Dort treffen sie ein Mädchen namens Luna, das einen Aufsatz über Superhelden schreiben will und Ratchet darum bittet ein paar Fotos zu machen, während er gegen Roboter kämpft.
Auch Qwark der vermeintliche Weltraumheld ist wieder einmal vor Ort. Er ist deprimiert, weil er seine Eltern nie kennengelernt hat und begibt sich auf die Suche nach ihnen.
Kurz darauf wird Luna von mysteriösen Robotern entführt. Diese Roboter verlieren jedoch ein Objekt und Clank stellt fest, dass es sich um ein Technomiten Artefakt handelt. Ratchet kann dies nicht glauben, da Technomiten eigentlich als Märchengestalten bekannt sind, mit denen Eltern ihren Kindern Technik erklären. Trotzdem reisen sie zum Planeten Ryllus. Auf diesem treffen sie auf kleine Ureinwohner, die sie aufhalten wollen, doch bald erreichen sie einen verlassenen Technomiten-Tempel. Der Eingang ist verschlossen, doch Clank kann durch einen Spalt ins Innere gelangen. Es gelingt ihm, den Tempel zu öffnen. Im Inneren ist ein runder Raum, in dessen Mitte ein seltsames Gerät steht. Clank setzt das Technomiten Artefakt auf und so zeigt sich eine Karte von allen Planeten der Technomiten. So können die Helden auf den Planeten Kalidon gelangen. Auf ihm steht eine Technomitenfabrik. Sie stellt Kampfroboter der Technomiten her. Auf dem Planeten fahren sie als Erstes ein Rennen gegen einen Skyboarder und erhalten im Gegenzug zu ihrem Gewinn einen Schrumpfstrahl. Mit ihm können sie fortan Türen knacken und sich auf die Größe der Technomiten schrumpfen und so ihre Gebäude betreten.
Ratchet und Clank betreten die Fabrik und finden Widerstand von den Robotern der Technomiten. Doch sie kommen in das Innere des Gebäudes und treffen auf Luna. Doch diese benimmt sich auf einmal komisch und spricht nun ohne lispeln. Ratchet wacht anschließend in einer bizarren Traumwelt auf. Es sieht so aus, als ob Luna sie hintergangen hätte. In der Zwischenzeit ist Clank auf einem Planeten, wo er gegen andere Roboter kämpft. Er entkommt, indem er sich auf einer Plattform in Riesenclank verwandelt und ein Kriegsschiff zerstört.
Jedoch stellt sich heraus, dass Ratchet in dem medizinischen Außenposten Omega von den Technomiten gefangen gehalten wird. Clank kommt zu dieser medizinischen Raumstation und weckt Ratchet. Dieser erinnert sich schwach an eine Operation. Nach dieser Szene beginnen Ratchet und Clank mit der Flucht und treffen am Ende auf ein Labor, in dem sich herausstellt, dass die Technomiten Ratchet DNA entnommen haben. Er wird wütend und schmeißt ein Gefäß mit seiner DNA in ein wichtiges Gerät. Die beiden können noch gerade entkommen, als die Raumstation schon explodiert.
Danach finden sich die beiden auf den Trümmern der Station wieder. Diese ist nun zu einer Skyboard-Rennbahn umfunktioniert worden. Ratchet tritt erneut gegen den unbekannten Skyboarder an und gewinnt einen Polarisator von ihm, der für den weiteren Erfolg benötigt wird.
Die beiden fliegen nun nach Challax der Technomitenstadt. Sie schrumpfen sich, um die Stadt überhaupt betreten zu können. In ihr kämpfen sie erstmals gegen die Technomiten selbst. Sie dringen in die Stadt ein und durchqueren sie. Am Ende betreten sie eine Art Hangar, in der sich Luna befindet. Doch die beiden stellen fest, dass sie ein Roboter ist. Die Technomiten haben sie von Anfang an hintergangen. Sie wollen den Luna-Roboter aufhalten, doch er fliegt davon.
Sie verfolgen ihn und landen auf dem Dayni-Mond. Dieser ähnelt einem riesigen Bauernhof.
Sie schlagen sich durch den ganzen Planeten durch und kämpfen am Ende gegen Luna selbst. Diese wird zerstört, doch die Technomiten können in Clank's Innere gelangen. Ratchet muss sich schrumpfen und die Technomiten verscheuchen. Dies gelingt ihm und er reist mit Clank zu der Klonfabrik auf dem Planeten Quodrona. Mit Schrecken stellen sie fest, dass inzwischen schon tausende Klone von Ratchet existieren. In einer Arena muss er gegen einige kämpfen. Er lernt anschließend Imperator Otto, den Herrscher über die Technomiten kennen und erfahren, dass er mit den Klonen den Respekt der anderen Lebewesen erreichen will, da sie die technomitentechnologie schon lange nutzen und nicht einmal wissen, wem sie diese zu verdanken haben. Außerdem stellen sie fest, dass Qwark ihn für seinen leiblichen Vater hält. Ratchet und Clank bekämpfen Otto und können ihn knapp besiegen. Ein Affe bringt ein Blatt und zeigt es Qwark. Auf diesem Blatt ist festgehalten wer Qwark's echte Eltern sind und wie sie gestorben sind. Wütend schließt Qwark sich und Otto an eine Machine an. Ratchet kann ihn im letzten Moment retten. Stattdessen ist nun der Affe verkabelt. Die Maschine wird aktiviert und kopiert das Affengehirn auf Otto's. Die Helden verlassen zufrieden Quodrona und genießen ihren Urlaub auf Pokitaru.
Das Spiel wäre ursprünglich nur für die PSP gedacht, jedoch am 11. März 2008 wurde dieses auch für die PS2 herausgegeben, wobei kritisiert wurde, dass es ein portiertes Spiel mit vergleichsweise simpler Grafik und schwammiger Kamera und Steuerung ist und im Hochpreisbereich angesiedelt ist.

### Ratchet & Clank: Tools of Destruction
Das erste Abenteuer für die PlayStation 3 ist der Beginn der sogenannten Future-Trilogie, die durch die Teile Ratchet & Clank: Quest for Booty und Ratchet & Clank: A Crack in Time fortgesetzt wird. Die Handlung findet in der Polaris-Galaxie statt, wo Imperator Tachyon Ratchet, den vermeintlich letzten der Lombaxe, beseitigen will und einen regelrechten Vernichtungsfeldzug startet. Im Laufe der Geschichte treffen Ratchet & Clank auch auf Robopiraten, welche die beiden immer wieder angreifen. Ratchet & Clank müssen sich auch ihnen im Kampf stellen, da diese über wichtige Informationen über den Verbleib bzw. das Verschwinden der Lombaxe besitzen. Auf dem tatsächlichen Heimatplaneten der Lombaxe Fastoon findet der Endkampf zwischen Ratchet und Tachyon statt.
Am Ende des Spiels wird Clank von den Zoni (nur für Clank sichtbare kleine Aliens, die ihn im Spielverlauf an mancher Stelle unterstützen) entführt, Ratchet kann ihn nicht zurückholen und so endet das Abenteuer.
Dieser Teil der Serie zeigt die Geschichte der Lombaxe auf. Man erfährt, dass die Polaris-Galaxie einst von den Cragmiten heimgesucht wurde (Imperator Tachyon ist ebenfalls vom Volk der Cragmiten). Der Große Krieg zwischen den Cragmiten und den Völkern der Polaris-Galaxie wurde schließlich von den Lombaxen durch den Dimensionator beendet, mit dem sie die Cragmiten in eine andere Dimension schleuderten. Nur ein einziger Cragmite blieb zurück – Tachyon, mit dem die Lombaxe Mitleid hatten. Dies stellte sich jedoch als Fehler heraus. Tachyon schwor Rache, stellte eine Armee zusammen und bedrohte erneut die Polaris-Galaxie. Um einen weiteren Krieg zu verhindern flohen die Lombaxe ebenfalls in eine andere Dimension um Imperator Tachyon zu beschwichtigen. Nur der Hüter des Dimensionators und sein Sohn (Ratchet) blieben zurück. Tachyon tötet diesen, um den Dimensionator zu bekommen, um sein Volk zurückzuholen. Ratchets Vater hat das Gerät jedoch vorher gut versteckt und seinen Sohn an einen sicheren Ort gebracht (Planet Veldin in der Solana-Galaxie).
Insgesamt kann man ein neues Nanotech-Maximum von 999 erreichen. Es gibt zudem zahlreiche neue Waffen, wobei z. B. der Pyrosprenger (Flammenwerfer) sehr an den 1. Teil erinnert. Diese Waffen kann man bis auf Lv. 5 trainieren, bzw. kann man sie verbessert kaufen (nach dem Durchspielen) und sie dann bis auf Lv. 10 trainieren (Omega-Version). Es gibt auch wieder die äußerst beliebte RIDA (RIDA IV), die extrem stark und ungeheuer schnell schießt. Diese mächtige Waffe bekommt man allerdings nur, wenn man alle 13 Holopläne einsammelt und mit dem Schmuggler redet. Ein Vorteil ist, dass sie auf diese Art nichts kostet. Zwar ist die Omega-Version mit 50.000.000 Bolts sehr teuer, allerdings muss man sich später um sein Geld nicht mehr so sehr kümmern da man relativ schnell Bolts bekommt.
Im Spiel wird der SIXAXIS-Controller an mehreren Stellen eingesetzt. Zum einen beim Öffnen von Schlössern, zum anderen wenn Ratchet & Clank mit Hilfe von in Clank eingebauten Flügeln durch die Lüfte gleiten und sogar beim Durchbrechen von instabilen Wänden mit dem Laser, den Clank von den Zonis bekommt.
Europarelease war der 14. November. Das Spiel ist mit einer Auflösung von 720p unter anderem auch auf HD-Bildschirmen spielbar.
Das Charakterdesign ist ab diesem Teil leicht verändert, was darauf zurückzuführen ist, dass der einstige Figurendesigner Dan Johnson nach einem Streit bei Insomniac kündigte. Dennoch kann man ihn als Kostüm im Spiel freischalten und im Abspann steht: „In Memory of Dan Johnson“.

### Secret Agent Clank
Das Spiel ist am 17. Juni 2008 in den USA erschienen.
In diesem Teil wird Ratchet eines Verbrechens angeklagt, das er nicht begangen hat, und schließlich eingesperrt. Um seinen Freund zu befreien, versucht Ratchets Roboterfreund Clank als Geheimagent, Hinweise für Ratchets Unschuld zu finden und den wahren Täter zu überführen.
Bei diesem Abenteuer das Clank zum ersten Mal im Alleingang bestreiten muss, gibt es relativ vielseitige Herausforderungen. Ganz im Sinne eines Geheimagenten gilt es in diesem Spiel Alarmanlagen auszuschalten, Wächter zu besiegen und natürlich auch Gegner zu bekämpfen.
Ratchet, der in einem Hochsicherheitsgefängnis sitzt, muss sich immer wieder in Arenakämpfen beweisen und sich vor den Bösewichten aus den vorherigen Teilen schützen. Auch ein alter Bekannter für Fans der Serie ist wieder mit von der Partie, Qwark. Dieser schreibt gerade seine Biographie und man muss seine Geschichten nachspielen. Und noch ein weiterer Bekannter aus dem 3. Teil der Serie ist dabei, Clanks böser Bruder Clunk, der als Endgegner fungiert.

Seit Juni 2009 gibt es das Spiel auch auf der PlayStation 2. Wie auch die Portierung „Size Matters“ reicht die grafische und spielerische Qualität nicht an die originalen Spiele heran.
Besonderes:
- Man kann in diesem Spiel Clank, Ratchet, Captain Qwark und sogar Gadgebots spielen
- Wobei es sich bei den Herausforderungen, in denen man Qwark spielt, um erfundene Geschichten handelt, mit denen Qwark sich, wie immer, groß machen will
- Nicht ganz neu, aber öfter vorkommend, sind die Rhythmusübungen, bei denen muss man, wie im 3. Teil beim Tyhrranoidenkostüm, Tastenfolgen in der richtigen Zeit drücken, um z. B. Lasern auszuweichen oder beim Kartenspielen weiterzukommen
- Bei den Feinden, die Ratchet im Gefängnis besiegen muss, handelt es sich um Schurken, die Ratchet im Laufe seiner Zeit hinter Gitter gebracht hat, z. B. die Halsabschneider und die Tyhrranoiden.

### Ratchet & Clank: Quest for Booty
(OT: Ratchet & Clank Future: Quest for Booty)
Das Spiel steht seit 21. August 2008 zum Download für die PS3 im PlayStation Network bereit und kam am 17. September 2008 ebenfalls als Blu-ray-Variante in den Handel. Die Geschichte schließt unmittelbar an Ratchet & Clank: Tools of Destruction an und handelt von Ratchets Suche nach Clank.
Handlung: Nachdem Clank am Ende von Tools of Destruction von den Zoni entführt wurde, machen sich Ratchet und Talwyn auf die Suche nach ihm. Vom IRIS Supercomputer erfahren sie, dass sich ein Hinweis auf seinen Aufenthaltsort auf dem Planeten Merdegraw im Drongel-Sektor befindet, woraufhin sich die beiden unverzüglich dorthin begeben. Als sie jedoch bei den dort lebenden Piraten nach Angstrom Darkwater fragen, schießen jene Ratchet und Talwyn mit einer Kanone auf die Insel Hoolefar.
Auf der Insel angekommen erfährt Ratchet vom dortigen Bürgermeister, dass Darkwater tot ist. Sein Superteleskop, mit dem er die Zoni beobachtete, funktioniert nur mit einem Drehstern (ein schwarzes Loch in fester Form). Um diesen zu finden, tun sich Ratchet und Talwyn mit Rusty Pete, dem ersten Maat von Captain Slag, zusammen, der die beiden jedoch hintergeht und Slag's abgeschlagenen Kopf auf Darkwaters Körper setzt.
Slag und Darkwater sind nun zwei Seelen in einem Körper, die stets miteinander im Streit liegen. Nachdem Slag/Darkwater Hoolefar fast zerstörte, dringen Ratchet und Talwyn in Darkwaters alte Schatzkammer ein, um den Drehstern zu holen, doch Talwyn wird dabei von den Piraten gefangen genommen. Ratchet nimmt Slag's Verfolgung auf und zerstört schließlich dessen Flotte. Zurück auf Hoolefar aktiviert er das Teleskop und findet heraus, dass Dr. Nefarious hinter Clanks Verschwinden steckt und die Zoni wohl von ihm hinters Licht geführt werden.
Ratchet und Talwyn setzen Kurs auf die Koordinaten und das Spiel endet.
Gameplay: In dem recht kurzen Spiel wurden viele Neuerungen implementiert, die später auch im Nachfolger A Crack in Time zu finden sind. So kann Ratchet nun besser mit dem Omnischlüssel interagieren und es gibt wesentlich mehr Gespräche mit den NPCs, bei denen auch mehr Antwortmöglichkeiten zur Verfügen stehen, die den restlichen Verlauf des Spiels mehr oder weniger stark beeinflussen. Die Spieldauer des von Entwickler Insomniac auch intensiv so beworbenen „Miniabenteuers“ beträgt nur knappe 4 Stunden, weshalb es sowohl im PSN als auch als BD zu einem sehr geringen Preis zur Verfügung steht.

### Ratchet & Clank: A Crack in Time
Ratchet & Clank: A Crack in Time ist der 9. Teil der Ratchet-&-Clank-Reihe. Er führt die Handlung der Future-Reihe (Tools of Destruction und Quest for Booty) weiter und Clank wird nach anfänglicher Suche von Ratchet gefunden. Außerdem entdeckt Ratchet, dass er nicht der einzige überlebende Lombax ist, da er auf dem Planeten Torren IV Alister Azimuth findet, einen Lombax General. Das für die PlayStation 3 exklusive Spiel erschien in den USA am 27. Oktober 2009; in Europa wurde es am 6. November 2009 veröffentlicht.
Nachdem Ratchet und Captain Qwark sich in der Polaris Galaxie auf die Suche nach Clank begeben haben, finden sie heraus, dass er sich in der von den Zoni kontrollierten Großen Uhr befindet. Durch das gesamte Spiel hindurch werden von Ratchet mit der Hilfe von Qwark und General Azimuth, dem zweiten nach dem großen Krieg zurückgebliebenen Lombax, verschiedene Systeme und Sektoren abgesucht. Kurz vor dem Ende wird Clank vom Butler des Erzfeindes Nefarious aus der großen Uhr, die zusammen mit den Zoni für die Kontrolle der Zeit im Universum zuständig ist, entführt. Er wird danach von Ratchet gerettet und letztendlich kommt es zum Kampf zwischen Nefarious, Ratchet und Clank. Nachdem Nefarious besiegt ist, will Azimuth die Große Uhr nutzen, um die Zeit zu manipulieren, wodurch er die restlichen Lombaxe zurückholen will. Da dies jedoch das gesamte Universum zerstören könnte, kommt es letztendlich zum Kampf zwischen Ratchet, Clank und Azimuth, den Ratchet und Clank gewinnen.
A Crack in Time übernimmt die wichtigsten Neuerungen aus Quest for Booty, so zum Beispiel das Kinetikseil des neuen Omnischlüssel 12000 und die zahlreichen Gespräche mit den NPCs. Es werden allerdings auch neue Elemente eingeführt, wie zum Beispiel die Hoverstiefel und der Omnisauger 8000, mit dem sich Flüssigkeiten wie Öl, Wasser und Nektar aufsammeln lassen. Außerdem gibt es nun eine eigene Schnellauswahl für Geräte sowie sogenannte Konstrukto-Waffen. Diese lassen sich nahezu beliebig farblich verändern, und Stärke, Ladung usw. können angepasst werden. Ein weiterer wichtiger Aspekt ist das neue Weltraum-Gameplay. Während man in allen früheren Ratchet-&-Clank-Teilen noch vom Raumschiff zu den Planeten geflogen wurde, ist es nun möglich, mit der Aphelion (Ratchets Schiff aus Tools of Destruction) selbst den Weltraum in verschiedenen Sektoren zu erkunden und zu den einzelnen Planeten zu kommen. Es gibt nun auch sogenannte Planetoiden, auf denen Ratchet landen und Gegenstände sammeln kann.

### Ratchet & Clank: All 4 One
Das zehnte Spiel der Serie Ratchet & Clank: All 4 One wurde im Oktober 2011 veröffentlicht.

### Ratchet & Clank: QForce
(OT: Ratchet & Clank: Full Frontal Assault)
Am 30. Mai 2012 gab Ted Price (CEO von Insomniac) bekannt, dass im Herbst 2012 ein neues Multiplayer-Spiel auf den Markt komme. Das Spiel erschien am 28. November 2012.
Das Magazin GBase.ch verlieh Ratchet and Clank QForce eine Wertung von 6.5. Im Testbericht wurden vor allem ein toller Mehrspieler-Modus und der Humor des Spiels gelobt. Im Gegenzug wurden beispielsweise der geringe Umfang des Spiels sowie eine verwirrende Steuerung bemängelt.

### Ratchet & Clank: Nexus
(OT: Ratchet & Clank: Into the Nexus)
Mit dem Titel Ratchet & Clank: Nexus knüpfen die Entwickler nochmals an die Anfänge der Serie an, als Hüpfen und Kämpfen im Mittelpunkt standen. Die Spielzeit des Abenteuers, das zum Budgetpreis von 30 Euro verkauft wird, fällt mit etwa 5 Stunden eher kurz aus.

### Ratchet & Clank: PS4-Remake
Zu dem am 28. April 2016 erscheinenden Ratchet-&-Clank-Kinofilm veröffentlichte Insomniac Games ein weiteres Spiel der Reihe. Dieses erschien am 20. April 2016 für die PlayStation 4 in Europa. Das Spiel basiert, ebenso wie der Kinofilm, auf dem ersten Titel der Ratchet-&-Clank-Serie aus dem Jahr 2002.
Die Website 4Players gab dem PS4-Remake eine Wertung von 85 %. Im Testbericht wurden vor allem das visuelle Design, der Humor und die Mischung aus alten Inhalten und neuem Design sowie die frischen Planeten, Waffen oder Endgegner gelobt. Insomniac Games gab die Spielzeit mit 10 bis 12 Stunden (je nach Spielerart) an.
4Players: „Audiovisuell ist die PS4-Premiere des Duos ein Hochgenuss, spielerisch eine gelungene Mischung aus alten und neuen Elementen, aber ohne große Überraschungen.“

### Ratchet & Clank: Rift Apart
Ratchet & Clank: Rift Apart erschien weltweit am 11. Juni 2021 vorerst exklusiv für die PlayStation 5, und später dann am 26. Juli 2023 für PC. Entwickler war, wie bei allen Serienteilen zuvor, Insomniac Games.
Handlung:
Ratchet & Clank: Rift Apart setzt inhaltlich nach den Geschehnissen von Ratchet & Clank: Nexus an, in dem ein Gerät namens Dimensionator eine große Rolle spielt, mit dem es möglich ist, durch Dimensionen zu springen. Dem Helden-Duo gelingt es, den Dimensionator zu stehlen, der vor ihren Augen zu Staub zerfällt. Am Anfang von Ratchet & Clank: Rift Apart stellt sich heraus, dass das Gerät von Clank repariert werden konnte und bei einer Parade zu Ehren der beiden Helden versucht Dr. Nefarious diesen zu stehlen. Dabei wird das Gerät erneut zerstört und Dr. Nefarious, Ratchet sowie Clank voneinander getrennt in eine andere Dimension verschlagen. Sie landen in einer alternativen Welt, in der Dr. Nefarious immer gewinnt. Ratchet ist zuerst auf sich allein gestellt, sein Freund Clank trifft auf die Lombax-Rebellin Rivet, eine erstmals in der Serie auftauchende Figur. Der Spieler übernimmt abwechselnd die Rollen von Ratchet sowie Rivet, die Material für den Bau eines neuen Dimensionators sammeln und Dr. Nefarious besiegen müssen.
Gameplay:
Viele Spielmechaniken aus den Vorgängern finden sich auch in dem aktuellen Serienteil wieder: Jump-’n’-Run-Passagen, das Lösen von Umgebungsrätseln, Geschicklichkeitsspiele, die Erkundung fremder Planeten und der Kampf gegen Feinde, bei dem zahlreiche unterschiedliche Waffen zur Verfügung stehen, die bei Nutzung automatisch verbessert und im Austausch gegen aufgesammelte Nieten um zusätzliche Funktionen erweitert werden. Zur schnellen Fortbewegung dienen unter anderem Hooverschuhe oder sogenannte Flitzkäfer, auf denen der Spieler reiten und so Säuresümpfe gefahrlos überqueren kann. Eine bedeutende Neuerung sind die Dimensionsrisse. Tauchen diese auf dem Spielfeld auf, kann der Spieler auf Knopfdruck schnell und nahtlos eine weite Strecke überbrücken und so beispielsweise nahe an Gegner herankommen. Weitere Dimensionsrisse führen in eine alternative Welt, in der sich nach einer Sprungpassage meistens Ausrüstungsteile verbergen, welche die Statuswerte der Spielfiguren dauerhaft verbessern.
Rezeption
Ratchet & Clank: Rift Apart wurde von nationalen und internationalen Medien mit guten bis sehr guten Wertungen bedacht. So erreichte das Spiel auf den Seiten für Wertungsaggregation Metacritic sowie OpenCritic jeweils einen Durchschnitt von 89/100 Punkten.
Die Webseite 4Players vergab eine Wertung von 91 % und schrieb „Wenn man mit einem Lächeln vor dem Bildschirm sitzt, macht ein Spiel schon vieles richtig. Wenn das selbst nach Stunden nicht verfliegt, wenn man als routinierter Zocker weiter anerkennend nickt und die Zeit nur so verfliegt, dann ist das eine große Leistung.“ Die Webseite Eurogamer vergab im Test das Prädikat Herausragend und lobt die Ausführung, welche an einen Animationsfilm erinnere sowie die Unterstützung der neuen Technologien, beispielsweise der haptischen Trigger des DualSense-Controllers, der PlayStation 5 und spricht von einem spielerischen Höhepunkt der Serie.

## Gemeinsame Elemente

### Das Ratchet-&-Clank-Universum
Das Ratchet-&-Clank-Universum besteht aus mehreren Galaxien. In der Serie werden drei davon genauer beleuchtet.
Die Solana-Galaxie, aus der Ratchet und Clank stammen, ist Schauplatz des 1., 3., 4., 5., 7. & 14. Teils, und die im 2. Teil bereiste Bogon-Galaxie. Der 6. bis 13. Teil spielt in der Polaris-Galaxie, der ursprünglichen Heimat der Lombaxe.
Die größte Firma des Universums ist Gadgetron (von englisch gadget = „Gerät“), die bis auf einige kleinere Shops (z. B. die „Roboshack“-Kette von Reparaturgeschäften und „Blarg Industries“) den gesamten Markt an Geräten, Techniken, Computern, Robotern und Waffen samt Munition kontrolliert. Auf jedem bewohnten Planeten im Universum gibt es einen Gadgetron-Laden, sogar auf einem völlig unbewohnten Wüstenplaneten. Bei Gadgetron heißt es im 1. Teil: „Wir wissen nicht, wie es dazu kommen konnte. Die Marketingabteilung schiebt es auf die Vertriebsabteilung, die wiederum auf die Rechtsabteilung. Die Rechtsabteilung ist vollzählig seit mittlerweile 6 Monaten im Betriebsurlaub auf dem tropischen Planeten Pokitaru und ruft nicht zurück.“ Im 1. und im 3. Teil kauft Ratchet bei dieser Firma seine Waffen, Munition und Geräte ein.
Hier wird der Humor der Ratchet-&-Clank-Serie deutlich. Oft wird durch solche Einlagen eine Art Slapstick erzeugt, gleichzeitig wird mit den Schwächen der Hauptfiguren gespielt, um die Handlung voranzutreiben. Auf diese Weise wird die Stimmung, die vor allem durch fingierte Ernsthaftigkeit erzeugt wird, gelockert, und bildet so eine wohlige Abwechslung zu anderen ernsthafteren Spielen, wie zu der düsteren Szenerie der späteren Jak & Daxter-Serie.
In der im 2. Teil bereisten Bogon-Galaxie dagegen ist die Firma Megacorp der führende Anbieter von Waffen, Munition und Geräten, die Gadgetron dort erfolgreich vom Markt verdrängt hat.
In der Polaris-Galaxie wurde Gadgetron wiederum durch einen anderen Konkurrenten verdrängt. Hierbei handelt es sich um den Händler GrummelNet, der dort Waffen, Munition, Geräte und Rüstungen verkauft. Gadgetron beschränkt sich in dieser Galaxie nur auf den Kundendienst.
In Ratchet and Clank: All 4 One, kaufen die vier Helden ihre Waffen und Geräte bei den Händlern von der sogenannten Firma „Freundschaft durch Feuerkraft“. Dies könnte ein Waffenhersteller sein, den Captain Qwark leitet oder zumindest unterstützt, da er einem mit dem Gebrauch von bestimmten Waffen in einem Trainingsprogramm Tipps gibt, und stets Kommentare zu den Einkäufen abgibt.
Ein Beispiel, für den mitunter seltsame Formen annehmenden Humor, ist die Währung, die im kompletten Universum standardisiert ist: Die Bolts (englisch bolt = „Bolzen“). Das muss man wörtlich nehmen, oft findet man auf dem Boden liegend, in Kisten versteckt oder von Gegnern preisgegeben, silberne oder goldene Metallbolzen, -schrauben, -muttern oder -federn, in der Reihenfolge aufsteigend im Wert (von 1 bis 1000 Bolts pro Stück). Die Preise divergieren stark, was fleißiges Sammeln erforderlich macht: Im 2. Teil kosten die Waffen zwischen 5.000 und 1.500.000 Bolts. Man kann jedoch die Preise der verschiedenen Spiele nicht miteinander vergleichen, da die Währung in jedem Spiel unterschiedlich stark ist. Der Raketenwerfer R.I.D.A. im 1. Teil kostet 150.000 Bolts, der R.I.D.A. 2 im 2. Teil kostet dagegen schon 1.000.000 Bolts. Die teuerste Waffe in der Grundversion ist der R.I.D.A im 5. Teil mit 9.999.000 Bolts. R.I.D.A steht für „Reiß ihn dir auf“. Zum Glück verfügt Clank über spezielle Behältnisse, um diese Bolts und Waffen wahnsinnig stark zu komprimieren. Ab dem zweiten Teil kann man zudem beachtliche Reichtümer anhäufen, da man nach einmaligem Durchspielen den Bolt-Multiplikator freischaltet. Dieser multipliziert den Wert jedes in Kämpfen erhaltenen Bolts, bis zu einem Faktor von 20. Dieser Wert erhöht sich mit der Anzahl an besiegten Gegnern, wird aber auf 1 zurückgesetzt, sobald man selbst getroffen wird.

### Hauptfiguren
Wie in jedem anderen Spiel lebt auch die Handlung der Ratchet-&-Clank-Serie von den Beziehungen zwischen den einzelnen Hauptfiguren.
- Ratchet (englisch ratchet = „Knarre, Ratsche“) ist Mechaniker und wird nur durch einen dummen Zufall zum Abenteurer und durch seine und Clanks Taten später zum Helden. Sein impulsiver und unerschrockener Charakter ist für diese Beschäftigung ideal. Ratchet gehört der Rasse der Lombax an und ist auf Veldin beheimatet, zu dem er, trotz seiner Weltenbummler-Attitüden, eine sehr starke emotionale Bindung hat.

Die Lombax sehen Füchsen oberflächlich ähnlich, haben aber ein gelb-braun gestreiftes Fell, laufen wie Menschen auf zwei Beinen und haben außerdem ein bis auf das Fell menschliches Gesicht. Zudem sind Lombaxe kleiner als die meisten anderen intelligenten Lebewesen, weshalb Ratchet als Held von vielen anderen belächelt wird, meistens natürlich von seinen Widersachern.
Da Ratchet ursprünglich ein Mechaniker war, benutzt er als Standardwaffe seinen Schraubenschlüssel, den Omni-Schlüssel 8000, der dem Namen nach wirklich für alles (lateinisch omnis) geeignet ist. Mit Fortschreiten der Serie wird diese Waffe immer schwächer und unwichtiger, wie auch Ratchets Vergangenheit gegenüber seinem Heldendasein in den Hintergrund rückt. In Tools of Destruction allerdings, wird Ratchets Vergangenheit wieder wichtig und auch der Omnischlüssel wird wieder für den Kampf brauchbar. Ab Quest for Booty hat Ratchet einen neuen Schraubenschlüssel, den Omni-Schlüssel 12000, der die gleichen Fähigkeiten hat wie der alte, jedoch zusätzlich mit einem Kinetikseil ausgestattet ist, was es ihm ermöglicht, Gegenstände zu packen und zu werfen.
- Clank (englisch to clank = „scheppern, klirren“) ist ein (im Vergleich zu Ratchet) etwa kniehoher Roboter mit überdurchschnittlicher Intelligenz, sein IQ liegt wahrscheinlich zwischen 150 und 200. Er wurde in einer Roboterfabrik auf dem Planeten Quartu gebaut, doch war dies nicht vorgesehen, sondern der Computer, der die Produktion von Wachrobotern steuert, ist abgestürzt und Clank war eine Art Fehlermeldung vor dem Abschalten des Systems. Der erstaunliche Zufall, dass der Absturz eines Systems ein so intelligentes Produkt hervorgebracht hat, ist bis heute nicht erklärt worden. Gegen Ende des ersten Teils findet er heraus, dass er von dem Planeten Quartu kommt und in Future: Tools of Destruction, dass er eine Seele hat.

In A Crack in Time erfährt man, dass sein Vater der Anführer der Zoni ist und er der neue Wächter der Großen Uhr ist.
Trotz seiner überdurchschnittlichen geistigen Fähigkeiten haftet Clank, vor allem im ersten Teil der Serie, ein kindlich naiver Charakter an, der in der fehlenden Erfahrung im Umgang mit anderen begründet liegt. Dadurch erscheint er manchmal ungehobelt und ungebildet. Mit fortschreitender Entwicklung legt Clank jedoch diese Naivität ab und nutzt seinen analytischen Verstand, sowohl im Kampf gegen böse Mächte als auch im Privatleben, zu seinem Vorteil.
- Rivet (englisch rivet = „Niete“) ist eine neue Spielfigur, die erstmals in Ratchet & Clank: Rift Apart eingeführt wird. Wie auch Ratchet gehört sie der Rasse der Lombax an und ist eine Widerstandskämpferin aus einer anderen Dimension, in der sie von Imperator Nefarious verfolgt wird.[13]
- Captain Qwark ist ein strahlender Superheld, der unzählige Zivilisationen und schöne Frauen vor dem Bösen gerettet hat. Zumindest haben seine Berater das allen eingeredet. Deshalb ist Qwark zu Beginn der Serie der populärste Superheld der Galaxie. Es stellt sich jedoch im 1. Teil heraus, dass Qwark kein mutiger Held ist, sondern ein feiger Intrigant, der immer wieder versucht, Ratchet & Clank entgegenzuarbeiten oder die beiden ins Belanglose bis Lächerliche zu ziehen. Es wird dabei nie deutlich, ob Qwark wirklich so berechnend ist oder nur zu unintelligent, die Wahrheit zu erkennen, nachdem ihm seine Berater Lügen über sein Heldentum eingeredet haben. Qwark ist eigentlich die Person im Spiel, die für die dümmsten Sprüche und den besten Humor zuständig ist.

In Teil 2 ist Qwark der Bösewicht, der hinter allem steckt. Er gibt sich als Mister Fizzwidget, den Chef der Megacorp, der größten Waffenfirma in der Bogon-Galaxie, aus und heuert Ratchet und Clank an, um ein gestohlenes Bioexperiment, das Proto-Pet, zurückzuholen, um es über die ganze Galaxie verbreiten und wieder besiegen zu können, um wieder als Held gefeiert zu werden. Er nimmt Ratchet und Clank dann ein Gerät ab, mit dem man Protopets wieder harmlos machen kann, bedient es aber falsch und verwandelt ein Proto-Pet in ein riesiges Monster, von dem er gefressen wird. Nachdem Ratchet und Clank das Monster besiegt haben, spuckt es Qwark wieder aus. Von da an arbeitet er als Produkttester für die Megacorp.
In Teil 3 müssen Ratchet und Clank Qwark aufsuchen, da sie seine Hilfe brauchen, um eine neue Bedrohung für die Galaxie abzuwenden. Nachdem Qwark erneut besiegt wurde, verliert er das Gedächtnis und hält sich für einen Affen. Im Laufe des Spiels erhält er sein Gedächtnis zurück.
Im vierten Teil sieht man ihn nicht, aber im Abspann kommt einer seiner berühmten Sprüche zum Einsatz.
In Size Matters versucht er seine Eltern zu finden. Am Ende erfährt er, dass sie vor langer Zeit starben.
- Der Klempner ist zwar keine direkte Hauptfigur, taucht aber in allen Spielen der Reihe auf. Er bringt die Story voran, indem er den Helden Hinweise gibt oder Aufgaben stellt. Nach eigenen Angaben hat er schon das ganze Universum gesehen. Und noch mehr. Anscheinend ist er auch der Einzige, der weiß, dass er sich in einem Videospiel befindet. So sagt er im 2. Teil: „Wir sehen uns dann nächstes Jahr. Oder so.“ (Im Jahr darauf erschien der 3. Teil, in dem er wieder einen Auftritt hatte). In Tools of Destruction wird dieser Umstand noch deutlicher, als er zu Ratchet sagt: „Ach ihr seids. Hätte euch in High Definition fast nicht erkannt.“

Als eine Art Running-Gag beginnt jedes Treffen mit dem Klempner damit, dass Ratchet und Clank zuerst seinen Hintern sehen (Teil 1: „Schau mal. Ein Klempnerhintern.“ Teil 2: „Ähh, Hallo?“ Teil 3: „Wow, ein Déjà-vu.“).

### Gegenspieler
Drek: Er ist der Bösewicht im 1. Teil. Er ist der Vorsitzende der Blarg und benutzt eine Maschine, mit welcher er Teile von anderen Planeten klaut, um damit eine neue Heimatwelt für die Blarg zu erschaffen, da ihr alter Heimatplanet Orxon durch ständige Umweltverschmutzung unbewohnbar gemacht wurde. Wie vielen Bösewichten geht es ihm nur um Geld, er wird nämlich von seinem Volk für den neuen Planeten sehr gut bezahlt. Er wird von Ratchet und Clank besiegt oder besser gesagt auf einen anderen Planeten geschossen. Dieser wird kurz darauf von Ratchet mit dem Laser gesprengt, mit dem Drek eigentlich vorhatte Ratchets Heimatplaneten Veldin zu zerstören, um Platz für den Neuen Planeten zu schaffen, wodurch Drek offensichtlich umkommt.
Mr Fizzwidget: Er ist indirekt im zweiten Teil der Bösewicht. Captain Qwark gibt sich als Mr. Fizzwigdet, den Chef der Megacorp, der größten Waffenfirma in der Bogon-Galaxie, aus und heuert Ratchet und Clank an, um ein gestohlenes Bioexperiment, das Proto-Pet, zurückzuholen, um es über die ganze Galaxie zu verbreiten und wieder besiegen zu können, um wieder als Held gefeiert zu werden.
Dr. Nefarious (englisch nefarious = „schändlich“): Er ist im dritten Teil der Bösewicht. Er will das Universum regieren und verspricht allen Robotern die Macht. Er wurde früher schon einmal von Qwark besiegt. Der bösartige Doctor Nefarious ist einer der unzähligen Gegenspieler von Ratchet und Clank. Er gilt als superintelligent (im Game wird erwähnt, dass er Clank geistig mehr als überlegen sei). Der relativ große, blaue und schlanke Roboter trägt ein rotes Cape. Auffallend ist sein gewaltiger Kopf, welcher wohl seine Intelligenz und Durchtriebenheit symbolisieren soll. Getrieben vom Hass gegenüber allen organischen Lebewesen ruft der verrückte Dr. Nefarious alle Roboter auf, sich seinem Feldzug gegen das Leben anzuschließen. Da Dr. Nefarious allerdings auch der größte Fan von Geheimagent Clank ist, entführt er ihn und versucht, ihn auf seine Seite zu ziehen. Als Clank jedoch ablehnt, baut Nefarious Klunk, eine böse Kopie von Clank. Klunk wird angeblich vernichtet (In Secret Agent Clank taucht er wieder auf und ist der Endgegner). Nefarious baut zudem eine Maschine (Biobliterator), die organische Lebensformen in Roboter verwandeln kann. Nachdem Ratchet und Clank die Maschine zerstörten, wird Nefarious zusammen mit Lawrence auf einen fliegenden Meteoriten teleportiert (er wollte keine Zielangaben machen). Im vierten Teil erscheint er im Abspann mit Lawrence auf dem Kometen, fliegt dann aber weiter. In Ratchet & Clank – Quest for Booty taucht er am Ende nochmal auf.
In Ratchet & Clank:A Crack in Time ist er wieder der Antagonist.
Sein Plan ist es diesmal, an die „Uhr“ zu gelangen, um die Vergangenheit zu seinen Gunsten zu verändern.
Gleeman Vox: Er ist der Bösewicht im vierten Teil. Ihm gehört die Show DreadZone. Er ließ auch Ratchet entführen, um ihn als Gladiator antreten zu lassen. Um top Einschaltquoten zu besitzen, ist ihm auch sein eigenes Leben nicht zu schade, denn nachdem Ratchet ihn besiegt hat, zerstört er sich selbst, Ratchet kann gerade noch entkommen.
Otto der Zerstörer: Otto der Zerstörer ist der Bösewicht in Size Matters. Er beauftragt Luna um die DNA von Ratchet zu besorgen. Dies gelingt auch, und er entwickelt Klone von Ratchet. Otto wird am Ende durch eine Maschine verändert, so verhält er sich wie Scrunch der Affe. Der Endkampf gegen ihn geht über mehrere Sequenzen, bei denen man mit Riesenclank kämpft und mit dem Schrumpfstrahl geschrumpft vor ihm weglaufen muss.
Imperator Percival Tachyon: Er ist der Bösewicht in Future:Tools of Destruction und sein Ziel ist es Ratchet, den letzten aller Lombaxe auszulöschen. Sein Volk wurde von den Lombaxen fast ausgerottet. Trotzdem unterliegt er Ratchet und Clank.
Captain Slag: Er ist neben Imperator Percival Tachyon der 2. Bösewicht in Future:Tools of Destruction. Er ist der Captain der Weltraum Piraten und klaut zwischenzeitlich auch den Dimensionator. Obwohl er in Future:Tools of Destruction von Ratchet und Clank besiegt wird und stirbt, taucht er in Quest for Booty erneut auf, da sein erster Offizier Rusty Pete den abgetrennten Kopf von Slag auf den Körper vom ebenfalls toten Piratenkönig Darkwater setzt. Dabei kommt es jedoch zu einem kleinen Problem: Sowohl die Persönlichkeit von Slag als auch die von Darkwater befinden sich nun in diesem Körper.
Aber letztendlich schafft es Ratchet natürlich auch diesen Feind zu besiegen.

### Sportarten
Hoverboard: Hoverboardrennen sind in der Galaxie sehr beliebt. Die Hoverboards ähneln einem normalen Skateboard, im Gegensatz zu normalen Skateboards schweben sie und besitzen einen Turbo. Bei den Hoverboardveranstaltungen gilt es ein Rennen zu gewinnen, wobei man mit Stunts den Turbo aufladen kann. Sie kommen im 1. und im 5. Teil vor. Außerdem in Ratchet & Clank: Size Matters, Jedoch unter dem Namen 'Skyboards'.
Hoverbike: Hoverbikerennen sind in der Galaxie ebenfalls sehr beliebt. Hoverbikes ähneln Motorrädern, außer dass sie fliegen. Sie können Turbo verwenden und Waffen abfeuern. Sie kommen im 2. Teil vor. Im 4. Teil gibt es nur noch kleine Zeitrennen.
Gladiatorenkämpfe: Gladiatorenkämpfe finden in einer Arena statt. Es gibt verschiedene Aufgaben dabei, z. B. unverwundet zu siegen. Nach dem Erfolg im 2. und 3. Teil wurde der vierte Teil auf diese Wettkämpfe ausgerichtet.
Weltraumschlachten: Weltraumschlachten muss man nicht unbedingt als Sportart zählen. Hier muss Ratchet mit seinem Raumschiff gegnerische Raumschiffe abschießen, bevor diese ihn vernichten. Auch hier gibt es wieder verschiedene Herausforderungen, z. B. Zeitaufgaben. Sie kommen im 2., 6. und 9. Teil der Saga vor. Im 5. Teil fliegt man mit Clank durchs Weltall um Technomiten-Basen zu zerstören oder um Ratchet zu befreien.
Snowboard-, Boots- und Autorennen: Die Snowboard-, Boot und Autorennen gibt es nur in Secret Agent Clank und bestehen nur daraus Hindernissen auszuweichen und Gegner zu besiegen. Auch hier gibt es Zeit- und Kampfaufgaben.

### Synchronisation
| Charakter | Englischer Sprecher                | Deutscher Sprecher |
| --------- | ---------------------------------- | ------------------ |
| Ratchet   | Michael Kelley James Arnold Taylor | Dirk Fenselau      |
| Clank     | David Kaye                         | Peter Heusch       |
| Rivet     | Jennifer Hale                      | Lara Trautmann     |
| Qwark     | Jim Ward                           | Gilles Karolyi     |
| Drek      | Kevin Michael                      | Till Schult        |
| Klempner  | Neil Flynn Jess Harnell            | Thomas Fritsch     |

## Weitere Veröffentlichungen

### Manga
Zusätzlich zu den Spielen erscheint seit Februar 2005 ein von Shinbo Nomura gezeichneter Manga unter dem Titel „Ratchet & Clank – Gagaga! Ginga no Gakeppuchi Densetsu“ in dem alle zwei Wochen erscheinenden Magazin CoroCoro Comic. Die hier veröffentlichten Einzelkapitel werden auch in Einzelbände zusammengefasst; der erste wurde am 28. November 2005 herausgegeben und enthält die ersten zwölf der Einzelkapitel. Seitdem sind weitere Bände erschienen.

### Ratchet & Clank: Going Mobile
Going Mobile ist ein Handyspiel und daher weder sehr komplex noch den üblichen Teilen ähnlich.
Die Story des Spiels ist sehr kurz, Ratchet und Clank wurden mit unbekannter Ursache digitalisiert und in ein Handy teleportiert. Nun müssen sie sich durch verschiedene Areale des Handys kämpfen und begegnen dabei auch kurz dem Bekannten Al.
Das Spiel ist anders als die übrigen Teile in 2D und die Dialoge finden lediglich in Textfeldern statt. Es umfasst zehn Level sowie ein Bosslevel und es gibt nur vier verschiedene Gegner und den Bossgegner, der die Energiequelle des Handys darstellt und wie eine stationäre Laserkanone aussieht.
Wie in den anderen Teilen muss der Spieler Bolts sammeln, um Waffen und Munition kaufen zu können. Außerdem ist wieder die R.I.D.A. vorhanden, sie wird freigeschaltet, wenn man die 30 Titanbolzen im Spiel findet, die im Vergleich zu den anderen Spielen sehr leicht zu finden sind. Die Spielzeit beträgt etwa eine viertel bis halbe Stunde.

### Ratchet und Clank: Der Film
Für das Jahr 2015 wurde der erste Kinofilm von Ratchet und Clank angekündigt, doch dieser verspätete sich bis ins Jahr 2016. Der Kinostart in den USA und Deutschland war am 29. April 2016.